# Hibiscus columnaris
Espèce
Hibiscus columnaris Cav. ou Mahot rempart, est une espèce de plantes qui appartient à la famille des Malvaceae, à la sous-famille des Malvoideae et au genre Hibiscus L.. C'est une espèce endémique de La Réunion et de l’île Maurice.

## Description
À La Réunion, on l'appelle aussi parfois Mahot malgache.
C'est un arbre moyen au port dressé (8 à 10 m), souvent très ramifié à sa base ; son tronc de 20 à 30 cm de diamètre est couvert d'une écorce lisse, grise. Il est fourni en branches, son feuillage est hétérophylle. Les feuilles juvéniles sont vertes blanchâtres et nervées (nervation palmée), de 5 à 7 nervures. Les feuilles adultes sont ovales avec une base en forme de cœur et généralement avec une pointe à trois sommets ; elles ressemblent beaucoup à celles du Petit Mahot des bas.
C'est un arbre très florifère apprécié des abeilles ; les fleurs naissent à la base des feuilles ou à l’extrémité des rameaux et présentent des pétales jaunes qui restent parallèles à la colonne staminique imposante caractéristique des hibiscus. Les pétales atteignant 5 cm de long, d'abord d'un jaune vif puis orange et devenant fortement rouge. La colonne staminique est particulièrement longue, 6 à 7 cm et voyante.
C'est une plante-hôte pour les papillons et leurs chenilles, notamment pour Eagris sabadius, Haritalodes derogata (Pyralidase), Earias biplaga, Anomis flava, Gymnoscelis rubricata.

## Une plante protégée
Le Mahot rempart vit à La Réunion souvent dans des milieux très pauvres, entre 100 et 1 000 mètres d'altitude. Cette espèce est devenue très rare et elle est protégée, par l'arrêté ministériel du 27 novembre 2017. A l'état sauvage, on le trouve dans les remparts, en zones sèches et rocailleuses des ravines de l'Ouest et du Nord Ouest, des Avirons à la Grande Chaloupe. Le Mahot rempart est planté en restauration écologique dans les jardins, les parcs et les espaces urbains, pour l'ornement. Il fait partie du projet de reconstitution de la forêt semi-sèche de la Grande Chaloupe, Life+ Forêt sèche.

## Utilisation
Le Mahot rempart a des propriétés émollientes. Il est consommé traditionnellement en tisane.